# Bartel van der Waerden
Bartel van der Waerden   (Amsterdam, 2 de febrer de 1903 - Zúric, 12 de gener de 1996) va ser un matemàtic neerlandès.

## Vida i Obra
El seu pare era un professor d'universitat de mecànica i polític d'esquerres. Va estudiar matemàtiques a la universitat d'Amsterdam en la qual es va graduar el 1924. El curs següent va estar a la universitat de Göttingen on va rebre la forta influència d'Emmy Noether. El 1925 va tornar a Amsterdam pel servei militar, durant el qual es va preparar per obtenir el doctorat el 1926 amb una tesi sobre els fonaments de la geometria algebraica dirigida per Hendrik de Vries. L'any següent va obtenir l'habilitació a Göttingen i, a continuació, va ser nomenat professor de la universitat de Groningen.
El 1931 va ser nomenat professor de la universitat de Leipzig i també es va publicar el seu llibre Moderne Algebra que, entre les diverses àlgebres publicades en aquesta època com les de Dickson (1926), Hasse (1926) i Haupt (1929), va ser la que va obtenir més ressò, convertint-se en el text clàssic de la matèria. Leipzig era el centre de la teoria quàntica a Alemanya, amb els físics Heisenberg, Debye i Hund al capdavant. Van der Waerden no va ser alié a aquesta corrent i va col·laborar amb ells publicant articles teòrics de mecànica quàntica. També va establir amistat amb el filòsof Hans-Georg Gadamer qui no solament el va fer interessar per les matemàtiques de l'antiga Grècia sinó que, a més, en un petit acte de valentia, va aconseguir que la policia nazi l'alliberés quan va ser detingut com estranger. A partir de 1933, amb el govern nazi, la vida de van der Waerden es va anar complicant, primer van ser acomiadats de les universitats un bon nombre de científics (alguns amics) per raons racials o polítiques, després l'organització universitària es va tornar molt més autoritària i dirigida políticament, i el fet de ser estranger (mai va renunciar a la nacionalitat holandesa) no ajudava gaire com tampoc la seva oposició a les polítiques econòmiques nacionalsocialistes, finalment la guerra i els bombardejos ho van acabar d'espatllar tot. El desembre de 1943 va deixar Leipzig amb la seva família per anar a Dresde a casa del germà de la seva dona, Franz Rellich, però com que a Dresd els bombardejos també eren notables va anar a la petita població de Tauplitz (Àustria) on vivia la mare de la seva dona. En acabar la guerra, van ser considerats "persones desplaçades" pels aliats i retornats, en tren, a la seva població d'origen: Amsterdam.
Van der Waerden va intentar establir-se a Amsterdam després de la guerra, però el fet d'haver treballat a Alemanya, la potència ocupant del seu país des de 1940, el feia sospitòs i no va aconseguir cap lloc docent fins al 1949. a la universitat d'Amsterdam. Abans, gràcies a la intervenció del seu amic Hans Freudenthal, va tenir un lloc de treball a la companyia petrolera Royal Dutch Shell. El 1951 va rebre una oferta de la universitat de Zúric en la qual va desenvolupar la resta de la seva carrera acadèmica. En retirar-se el 1973, les autoritats educatives del Cantó de Zuric van crear un Institut d'Història de les Matemàtiques en el que van der Waerden va seguir treballant molts anys, però que va ser dissolt quan ell ho va deixar.
A part del ja comentat Moderne Algebra (1931), van der Waerden va escriure dos altres llibres importants: un sobre teoria de grups i mecànica quàntica (1932) i un altre de titulat El despertar de la Ciència (1950) sobre història de les matemàtiques. Les seves principals àrees de treball van ser l'àlgebra, la teoria quàntica i la història de les matemàtiques. El 1957 també va publicar un volum d'estadística matemàtica.